# Rudy Lenners
Rudy Lenners (Liegi, 29 dicembre 1952) è un batterista belga.
È stato il batterista del gruppo tedesco Scorpions nel biennio 1975-1976 comparendo negli album In Trance e Virgin Killer.
Nel 1985 ha fatto parte del gruppo heavy metal Steelover.

## Discografia

### Scorpions
- 1975 - In Trance
- 1976 - Virgin Killer

### Steelover
- 1985 - Glove Me

### Such a Noise
- 1991 - Such a Noise
- 1992 - Raising the Roof
- 1994 - Be a Devil
- 1996 - Such a Noise
- 2007 - Get Naked